# Гепп, Герхард
Ге́рхард Гепп (нем. Gerhard Gepp; 20 апреля 1940, Пресбаум — 26 марта 2024) — австрийский живописец, график, иллюстратор, карикатурист. Работы художника экспонируются в разных музеях мира и на престижных международных выставках.

## Жизнь и работа
Герхард Гепп родился в 1940 году в коммуне Пресбаум (нем. Pressbaum) округа Вена в федеральной земле Нижняя Австрия. Он считается художником-самоучкой.
Гепп получил полиграфическое образование в области офсетной печати и работал с 1964 по 1976 год как графический дизайнер и иллюстратор. Первые награды получил за плакаты и афиши от городов Вена, Милан. Затем последовали публикации в специализированных журналах Германии и Швейцарии. Его картины маслом, гуаши и рисунки начал выставлять фонд «BAWAG» в Вене.
С 1989 года Герхард Гепп работал в своём новом художественном проекте «Поэтическая сатира». Произведения художника, выполненные акрилом по холсту или картону, экспонируются на многих международных выставках и отмечаются наградами. Его иллюстрации публикуются в различных местных и международных изданиях. Гепп оформляет и собственную книгу «Маленькая лодка в большом путешествии» (нем. Kleines Boot auf Grosser Reise). Произведения карикатуриста есть в музеях, галереях и частных собраниях многих стран мира — Австрии, Венгрии, Германии, Индии, Италии, Пакистана, Польши, России, Чехии, Швейцарии и других.
|         |  |          |  |            |  |
| Терапия |  | Эндшпиль |  | Анахронизм |  |

В России Герхард Гепп известен благодаря его участию в Международном форуме визуального юмора «КАРИКАТУРУМ», который привлекает художников из многих стран мира .
Сургутский художественный музей обладает большой коллекцией сатирических рисунков и шаржей, включающей в себя также и работы австрийского карикатуриста.
В 1991 году художник начал работу по теме «Наследование». В 2001 году он был удостоен звания профессора .  Его работы отличаются тонким юмором и отсутствием агрессивности. Их тематический диапазон простирается от бытового жанра до метафизики. Герхард Гепп жил и работал как независимый иллюстратор, живописец и рисовальщик у себя на родине — в Пресбауме. Его живопись и графика выставляется на художественных аукционах. Готовясь к очередной персональной выставке в январе — феврале 2012 года, художник предположил, что она будет последней.
Умер 26 марта 2024 года в Тульне-ан-дер-Донау в возрасте 83 лет.

## Призы и награды
- 1983 — Государственная премия за рекламу, Расчётная палата / IMT, Вена / Австрия
- 1990 — 3-е место на Международном фестивале карикатур, Будапешт / Венгрия
- 1991 — Специальный приз, Сатирикон, Легница / Польша
- 1992 — 3-е место, IWA-Фонд, Гавиржов / Чехия 
1-е место, Карикатура, Шяуляй / Литва
- 1993 — 3-е место, Сатирикон, Легница / Польша
- 1994 — Призы Австрии и Вены за иллюстрирование книг для детей и юношества, Вена / Австрия
- 1996 — Специальный приз, Сатирикон, Легница / Польша
- 1997 — 2-е место, Золотая улыбка, Белград / Югославия 
3-е место, Сатирикон, Легница / Польша
- 1998 — Специальный приз 12. Голландского фестиваля карикатур, Эйндховен / Нидерланды 
3-е место, Сатирикон, Легница / Польша
- 1999 — Специальный приз 20. Международной Биеннале dell´Umorismo nell´Arte, Толентино / Италия 
Специальный приз, Сатирикон, Легница / Польша
- 2001 — Специальный приз Международного форума визуального юмора, Сургут / Россия
- 2002 — Специальный приз + 1-е место + 3-е место, Сатирикон, Легница / Польша
- 2004 — Специальный приз Швейцарской премия карикатур, Швейцария 
3-е место, Юморист, Градец-Кралове / Чехия
- 2006 — 2-е место, Вся Вена, Литература & Карикатура, Кремс-ан-дер-Донау / Австрия; 
Гран-при, Сатирикон, Легница / Польша
- 2008 — Специальный приз, Сатирикон, Легница / Польша;
3-е место, Hans Langitz-Мемориальная премия карикатуры, Клагенфурт / Австрия;
3-е место, Aydin Dogan XXV Международный конкурс карикатур, Стамбул / Турция
- 2012 — 1-е место, Мяч в игре, Международный конкурс в Музее карикатур, Варшава / Польша

## Персональные выставки
- 1991 — Международный культурный центр, Краков / Польша
- Городская галерея, Легница / Польша
- 1993/1996/1998/2002/2006 — Галерея Peithner-Lichtenfels, Вена / Австрия
- Городская галерея, Зальцбург / Австрия
- 1994/1999/2003 — Галерея Thomas Flora, Инсбрук / Австрия
- Галерея Peithner-Lichtenfels, Прага / Чехия
- 1995 — Национальная художественная галерея, Исламабад / Пакистан
- Национальный Коллаж в искусстве, Лахор / Пакистан
- Школа искусств в долине Инда, Карачи / Пакистан
- Всеиндийское общество изобразительного искусства, Нью-Дели / Индия
- 1996/2003 — Галерея etcetera, Мюнхен / Германия
- 2000/2004 — Галерея Welz, Зальцбург / Австрия
- 1997 — Галерея Inter Art, Кёльн / Германия
- Австрийское посольство в Вашингтоне / США
- Галерея d´Arte Artesegno, Удине / Италия
- 1998 — Галерея Kramer, Гамбург / Германия
- 2000/2004 — Галерея Wolfrum, Вена / Австрия
- 2001/2006 — Галерея am Salzgries, Вена / Австрия
- Нижнеавстрийский Центр документации, Санкт-Пёльтен / Австрия
- Австрийский Культурфорум, Варшава / Польша
- 2002 — Кунстхаус, Грац / Австрия
- 2004 — Австрийский Культурфорум, Брно / Чехия
- 2005 — Музей Олафа Гульбранссона, Тегернзе / Германия
- 2006 — Kulturkreis Sennestadt, Билефельд / Германия
- 2007 — Галерея bast-art, Вена / Австрия
- 2009 — Музей Эгона Шиле, Тульн-ан-дер-Донау / Австрия
- 2010 — Музей карикатур, Варшава / Польша

## Участие в разных выставках
- 1990 — Международный фестиваль карикатур, Венгерский национальный музей, Будапешт, Венгрия
- 2009 — «Тенденции и мечты», во Дворце Фишау, Галерея в Бад-Фишау-Брунн федеральной земли Нижняя Австрия

## Музеи и коллекции
- Галерея Альбертина в Вене / Австрия
- Музей Леопольда в Вене / Австрия
- Краеведческий Музей и Артотека в Нижней Австрии
- Городское управление по культуре, Вена / Австрия
- Международный музей юмора в искусстве, Толентино / Италия
- Музей карикатур, Варшава / Польша* Моравская галерея, Брно / Чехия
- Музей карикатур, Базель / Швейцария
- Сургутский художественный музей, Сургут / Россия
- Музей карикатур, Кремс-ан-дер-Донау / Австрия

## Иллюстрации в газетах и журналах
Герхард Гепп получает многочисленные заказы на иллюстрирование печатных СМИ, например от австрийских газет Der Standard, Die Presse и Wiener Zeitung, а также от немецких Die Zeit и Süddeutsche Zeitung. Среди журналов, для которых Гепп готовит иллюстрации и титульные листы, есть австрийский экономический «trend», немецкий научно-популярный «Психология сегодня» и швейцарский сатирический «Nebelspalter».

## Каталоги
- «Герхард Гепп», 1982, Изд. Галерея Хильгер, Вена (Вступительное слово Вольфганга Хильгера)  (нем.)
- «Герхард Гепп», 1984, 1986, 1987, (Живопись маслом) (нем.)
- «Наследование», 1991, (Вступительное слово Габриелы Наглер) (нем.)
- «Притворство», 1987  (нем.)
- «Поэтическая сатира», 1993, (Вступительное слово Ангелики Боймер) (нем.)
- «Поэтическая сатира», работы 1993—1996 гг. (Вступительное слово Гюнтера Тракслера) (нем.)
- «Поэтическая сатира», работы 1997—2000 гг. (Вступительное слово Флориана Штайнингера) (нем.)
- «Поэтическая сатира», работы 2001—2003 гг. (Вступительное слово Манфреда Вагнера) (нем.)
- «Герхард Гепп», 2010, Каталог выставки в Варшаве, (Вступительное слово М. Вагнера) (нем.)

## Книги
- Werner Fiala, Gerhard Gepp: Manifest in Wort und Bild. Bibliothek der Provinz, 2010, ISBN 978-3-900000-72-1  (нем.)
- Irene Ulitzka, Gerhard Gepp: Das Land der Ecken. Picus Verlag, 1994, ISBN 3-85452-062-X, (Österr. Kinder-und Jugendbuchpreis 1994, Kinder-und Jugendbuchpreis der Stadt Wien, 1994)  (нем.)
- Gerhard Gepp: Kleines Boot auf Grosser Reise. Picus Verlag, 1995, ISBN 3-85452-087-5  (нем.)